# Stickwitu
Stickwitu  è il secondo singolo, registrato e pubblicato nel 2005, delle Pussycat Dolls, ad essere estratto dal loro album di debutto PCD. Il titolo è una contrazione colloquiale di "Stick With You". La ballad è stato un successo in tutto il mondo, tuttavia negli Stati Uniti il singolo non è mai stato commercializzato.
Il singolo ha dato alle Dolls una nomination alla quarantanovesima edizione dei Grammy Awards come "Miglior esecuzione Pop d'un gruppo" ed è stato prodotto da Jimmy Iovine, Robin Antin (regista del precedente video Don't Cha), Ron Fair e Tal Herzberg.

## Il video
Il video di Stickwitu è diretto da Nigel Dick, è sviluppato sia di giorno sia di sera e dura 3:32 min.. Il video inizia con la veduta della facciata d'un hotel e poi Ashley (una delle bionde del gruppo) a letto con un walk-man, mentre la Scherzinger avanza in una stanza con cinque microfoni. Preso quello centrale, inizia a cantare e si ritrova seduta su delle scale. Intanto Ashley s'alza, disturbata da uomo che suona alla porta, e sveglia Jessica (la mora) mentre, intanto, Nicole continua a cantare.
Poi la troviamo seduta o insieme al gruppo, mentre le scene mostrano le ragazze che se ne stanno andando dall'albergo. Poi si vede la Scherzinger che si trova al microfono, e dopo che le ragazze raggiungono il pullman, le vediamo anche dirigersi verso lo studio dov'è la cantante. Prendono anche loro i microfoni e iniziano ad emettere suoni e tutte poi, si dirigono verso il pulmino dell'edificio. Il pullman le raggiunge mentre la Scherzinger firma alcuni autografi insieme alle altre.
Quindi finalmente salgono e si siedono, mentre Nicole canta da seduta e Jessica (la mora) si trova sdraiata rispetto alle sue amiche. E mentre vengono intercalate le scene dell'inizio (la cantante del gruppo è al microfono o è seduta, la vediamo anche sulle scale e tutto il gruppo se n'è andato), le Pussycat Dolls, vestite con abiti succinti e corti alla vita, sono insieme sul palco oscurato d'un teatro, lumeggiato da dietro da numerosi fanali luminosi da dietro, dando un effetto di bellezza misteriosa.
Poi a queste scene vengono frapposte altre che vedono la Scherzinger raggiungere un edificio e qui mettersi in posa con le altre, e manda pure un bacio. Alla fine, il gruppo se ne va e Nicole canta gli ultimi versi, mentre le varie sue "copie" emettono dolci versi o altri suoni. Le Dolls avanzano sul palco ombreggiato e il buio si dissipa, mentre le ragazze del gruppo si presentano in atteggiamenti ammiccanti. La Scherzinger risponde ad una telefonata (si vede il cellulare Nokia molto popolare in quegli anni prima degli smartphone), poi termina la comunicazione e si volta andandosene per la strada. La camera s'oscura lentamente.

## Tracce
- U.S. promo CD single

1. "Stickwitu" (R&B remix; featuring Avant)
2. "Stickwitu" (LP version/album version)
3. "Stickwitu" (R&B instrumental)

- UK 2-track CD single

1. "Stickwitu" (album version)
2. "Stickwitu" (R&B remix; featuring Avant)

- UK./international CD maxi single

1. "Stickwitu" (album version)
2. "Santa Baby"
3. "Stickwitu" (R&B remix; featuring Avant)
4. "Stickwitu" (video)

## Versioni
- Radio edit
- Radio version featuring Busta Rhymes (or main mix)
- More Booty mix featuring Busta Rhymes (explicit)
- Dirty radio edit (explicit)
- Radio version featuring Busta Rhymes (explicit)
- Lil John remix (explicit)
- Simlish version that was in The Sims 2: Pets

## Classifiche
| Classifica (2005-2006)               | Posizione massima |
| ------------------------------------ | ----------------- |
| Australia                            | 2                 |
| Europa                               | 4                 |
| Francia                              | 17                |
| Irlanda                              | 2                 |
| Italia                               | 6                 |
| Nuova Zelanda                        | 1                 |
| Paesi Bassi                          | 2                 |
| Regno Unito                          | 1                 |
| Repubblica Ceca                      | 13                |
| Romania                              | 8                 |
| U.S. Billboard Hot 100               | 5                 |
| U.S. Billboard Pop 100               | 2                 |
| U.S. Billboard Hot R&B/Hip-Hop Songs | 63                |